# Kovács Kató (bábművész)
Kovács Kató (Budapest, 1923. április 3. – Budapest, 1981) magyar színésznő, bábszínésznő, énekesnő.

## Életpályája
A Budapest Székesfővárosi Felsőbb Zeneiskolában tanult énekelni. Tanára Vályiné Babits Vilma volt. A színészmesterséget az Országos Színészegyesület Színészképző Iskolájában tanulta. 1946-tól volt színész, de már növendékként játszott 1944-ben Fedák Sári partnereként az Új Magyar Színházban. 1947–1948 között tagja volt a kecskeméti Katona József Színháznak. 1957–1963 között, majd 1974–1981 között az Állami Bábszínház tagja volt.

## Főbb szerepei
- Kálmán Imre: Csárdáskirálynő… Sylvia
- Petőfi Sándor–Szilágyi Dezső: János vitéz… Iluska
- Grimm fivérek–Ignácz Rózsa: Csipkerózsika… Csipkerózsika
- Szilágyi Dezső: Ezüstfurulya… Királylány
- Carlo Gozzi–Heltai Jenő: A szarvaskirály… Claire
- Darvas Szilárd–Simándi József: Elhajolni tilos… Bimbula